# 안신애
안신애(安信愛, 1990년 12월 18일 ~ )는 대한민국의 골프 선수이다.

## 학력
- 건국대학교 글로컬캠퍼스 과학기술대학 골프지도전공 학사(졸업)

## 수상
- 2010년 KLPGA 투어 SBS투어 제1회 히든밸리 여자오픈 우승
- 2010년 KLPGA 투어 하이원 리조트컵 SBS 채리티 여자오픈 우승
- 2010년 KLPGA 신인왕
- 2011년 제27회 코리아 베스트드레서 스완 어워드 스포츠부문
- 2015년 9월 KLPGA 투어 이수 KLPGA 챔피언십 우승

## 가족 관계
- 아버지: 안효중 (1951년 ~ 2025년 5월 7일)
- 어머니: 이영숙 (1953년 ~ )